# باباش‌لار
باباش‌لار (ترکی آذربایجانی: Babaşlar) یک منطقهٔ مسکونی در جمهوری آرتساخ است که در استان شاهومیان واقع شده‌است.